# Bianchi e Pulci
Bianchi e Pulci (noti anche come Michi e Lesc) è un duo comico formato da Alessandro Bianchi (Parma, 10 gennaio 1969) e Michelangelo Pulci (Città di Castello, 15 febbraio 1968). I due artisti si sono conosciuti alla Scuola di recitazione del Teatro Stabile di Genova, in cui si diplomano entrambi nel 1995.

## Carriera
Nel 1996 entrano a far parte del gruppo comico dei Cavalli Marci (di cui facevano parte, tra gli altri, anche Paolo Kessisoglu e Luca Bizzarri). Assieme ai Cavalli Marci girano l'intera Italia con diverse tournée nei teatri, e partecipano alle trasmissioni televisive Ciro, il figlio di Target nel 1996 e nel 1997, Serenate nel 1998-1999 e Palcoscenico nel 1999-2000. Nel 2001 prendono parte al film musicale Come se fosse amore.
Il loro esordio come duo è nel 2002 a Matricole & Meteore condotto da Enrico Papi su Italia 1. Quello stesso anno parteciparono anche a Quelli che il calcio, dove rimarranno come ospiti più o meno fissi sino al 2005. Nello stesso anno Pulci ha inoltre interpretato Adolf Hitler nel cortometraggio di Paolo Ameli Rosso fango. Nel 2003 iniziano ad ottenere una certa notorietà grazie alla partecipazione alla prima edizione di Bulldozer, venendo riconfermati anche per le due edizioni successive.
Nel 2004 sono nel cast di Super Ciro andato in onda su Italia 1. Nel 2005 sono nel cast della prima edizione della trasmissione Glob - L'osceno del villaggio condotta da Enrico Bertolino. Parteciperanno anche, ma sporadicamente, alle edizioni successive del programma. Nel 2006 si spostano dalla Rai a Mediaset ed entrano nel cast di Colorado Cafè su Italia 1 fino all'edizione dell'autunno del 2009. Nel 2012 ritornano a far parte del cast di Colorado anche nelle edizioni successive (fino all'edizione 2014, a cui partecipa soltanto Bianchi).
Tra la primavera del 2007 e l'inverno del 2009 girano gli show Neurovisione e Neurovisione 2 per Comedy Central, in onda anche su MTV Italia e sono in forza a Scorie, programma di Rai 2. Nel 2010 sono nel cast comico del programma di Rai 1 Voglia d'aria fresca. Sono apparsi anche nel programma televisivo Sputnik condotto da Jessica Polsky, nello sketch degli installatori del decoder di Sputnik.
Nel 2011 recitano accanto ad Ezio Greggio, Antonello Fassari, Anna Falchi, Claudia Penoni e Gigi Proietti nel film-parodia Box Office 3D - Il film dei film. Nel 2012 sono tra i protagonisti del lungometraggio Workers - Pronti a tutto di Lorenzo Vignolo, nel quale interpretano due agenti interinali che danno vita ai tre episodi della pellicola. Nel 2021 troviamo Pulci nel sesto episodio della serie Tutta colpa di Freud - La serie, mentre l’anno seguente Bianchi compare nel terzo episodio di Petra e va in scena a teatro con lo spettacolo The Speech - Il discorso. Nel 2024 Bianchi prende parte a Com'è umano lui, film sulla vita di Paolo Villaggio, mentre Pulci è a teatro con Un canto di Natale, adattamento del racconto natalizio di Charles Dickens.

## Televisione
- Only Fun – Comico Show (Nove, 2022)
- GialappaShow (TV8, 2023)